# 圣玛丽亚德尔坎波
圣玛丽亚德尔坎波（西班牙語：Santa María del Campo）是西班牙卡斯蒂利亚-莱昂布尔戈斯省的一个市镇。总面积60平方公里，总人口710人（2001年），人口密度12人/平方公里。